# Іванівська сільська рада (Семенівський район, Полтавська область)
Іванівська сільська рада — колишній орган місцевого самоврядування у Семенівському районі Полтавської області з адміністративним центром у c. Іванівка. Населення — 757 осіб.

## Населені пункти
Сільраді були підпорядковані населені пункти:
- c. Іванівка

## Керівний склад сільської ради
| ПІБ                       | Основні відомості                                                               | Дата обрання | Дата звільнення |
| ------------------------- | ------------------------------------------------------------------------------- | ------------ | --------------- |
| Стулій Олександр Ігорович | Сільський голова, 1965 року народження, освіта                                  | 26.03.2006   | 31.10.2010      |
| Стулій Олександр Ігоревич | Сільський голова, 1965 року народження, освіта середня спеціальна, безпартійний | 31.10.2010   |                 |

Примітка: таблиця складена за даними джерела